# Acroporium subluxurians
Acroporium subluxurians là một loài Rêu trong họ Sematophyllaceae. Loài này được (Dixon & Thér.) O'Shea mô tả khoa học đầu tiên năm 1998.